# Humanzentrierung
Humanzentrierung (auch Mitarbeiterorientierung) bezeichnet die Fokussierung auf den Mitarbeiter im Unternehmen. Verankert in der Unternehmensstrategie sollen hierzu Konzepte zur Förderung, Entwicklung und Beachtung von Mitarbeitern definiert und gelebt werden.

## Bedeutung

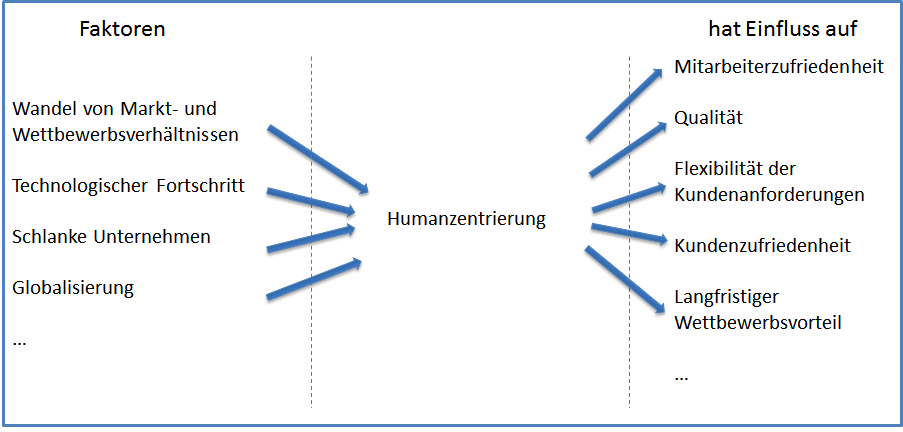
Faktoren und Einflüsse der Humanzentierung

Die Humanzentrierung hat sich vor allem im 20. Jahrhundert stark verändert. Zu Beginn des 20. Jahrhunderts mit dem von Frederick Winslow Taylor definierten Taylorismus. In diesem System wurde die Betriebsorganisation in den Vordergrund gestellt, wodurch Mitarbeiter – analog zu Maschinen – als Produktionsfaktoren galten.
Vom Taylorismus bis zur Humanzentrierung hat es zahlreiche Veränderungen gegeben, wie z. B. Veränderungen technologischer, politischer, ökonomischer und sozialer Natur. Diese Parameter haben eine Änderung in der Mitarbeiter- und Unternehmensführung ausgelöst, da die Umwelt der Unternehmen sich verändert hat. So erforderte die Einführung der Mikroelektronik und der Informationstechnologie eine Änderung der Unternehmensstrategie sowie der Zusammenarbeit mit Mitarbeitern.
Heute bedeutet die Humanzentrierung die Wertschätzung des Mitarbeiters im sozio-technischen System eines Unternehmens. Der Mitarbeiter trägt dabei direkt an Produktion, kontinuierlicher Verbesserung und Innovation in der Value Chain bei.

## Wege
Um Humanzentrierung im Unternehmen zu leben und zu erreichen, ist die Betrachtung von drei Dimensionen notwendig:
1. Partizipative Personalentwicklung
2. Motivationsgerichtete Führung
3. Kontinuierlicher Verbesserungsprozess

### Partizipative Personalentwicklung
In der partizipativen Personalentwicklung steht die individuelle Mitarbeiterentwicklung unter Berücksichtigung des Mitarbeiters im Vordergrund. Ziel ist es, ein Arbeitsumfeld zu schaffen, in dem selbständig denkende, eigenverantwortlich handelnde und zufriedene Mitarbeiter wirken. Dabei ist von einem Ist-Zustand des Mitarbeiters auszugehen und in weiterer Folge das „Soll“ eines Mitarbeiters zu betrachten. Das „Soll“ wird in einem Kompetenzmodell dargestellt, das aus folgenden Eigenschaften besteht:
1. Fachliche Kompetenz
- aufgabenspezifisches Know-how
- organisatorische Kenntnisse
- Methodenbeherrschung
2. Soziale Kompetenz
- Teamfähigkeit
- Konfliktfähigkeit
- Kommunikationsverhalten
3. Selbstkompetenz
- Eigenverantwortung
- Selbständiges Denken
- Ganzheitliches Denken
4. Unternehmerische Fähigkeiten
- Kostenorientierung
- Mitverantwortung
- Engagement
Neben diesen vier Kompetenzen gibt es noch die subsumierte Form der Handlungskompetenz, welche die Anwendung aller Kompetenzen darstellt.

### Motivationsgerichtete Führung
Motivation ist die Triebfeder unseres Handelns, d. h. der innere Antrieb, der uns zum Handeln bewegt. Zur Motivation ist dabei die Kenntnis der gängigen Motivationstheorien notwendig, als Beispiel des Modells von Herzberg oder der Maslowschen Bedürfnispyramide.

### Kontinuierlicher Verbesserungsprozess
In Bezug auf schlanke Unternehmen, in denen die Vermeidung von Verschwendung ein wesentlicher Erfolgsfaktor ist, kommt der kontinuierliche Verbesserungsprozess – kurz KVP – zum Einsatz.
„KVP (Continuous Improvement Process/CIP) ist ein Führungsinstrument, das möglichst alle Mitarbeiter eines Unternehmens dazu bewegen und beflügeln soll, in einem ständigen Bemühen und in Teamarbeit Verbesserungen im alltäglichen Arbeitsprozess zu erarbeiten“.
Im Rahmen des KVPs werden Mitarbeiter integriert, indem man sich einerseits Zugang zum Wissen der Mitarbeiter verschafft und andererseits Mitarbeitern die Gelegenheit gibt, aktiv am Unternehmensgeschehen mitzuwirken.